# Mandeure
Mandeure is een gemeente in het Franse departement Doubs in de regio Bourgogne-Franche-Comté. De plaats maakt deel uit van het arrondissement Montbéliard. Mandeure telde op 1 januari 2022 4.672 inwoners.

## Geschiedenis
Mandeure was een Romeinse stad genaamd Epomanduodurum. Deze stad was op zijn hoogtepunt in de 2e eeuw n.Chr. In Mandeure liggen nog de restanten van het Romeinse theater. Het theater had een doorsnee van 142 meter en bood plaats aan ongeveer 14.000 toeschouwers. Het was daarmee een van de grootste theaters in Gallië. Naast het theater zijn nog een aantal andere gebouwen opgegraven.

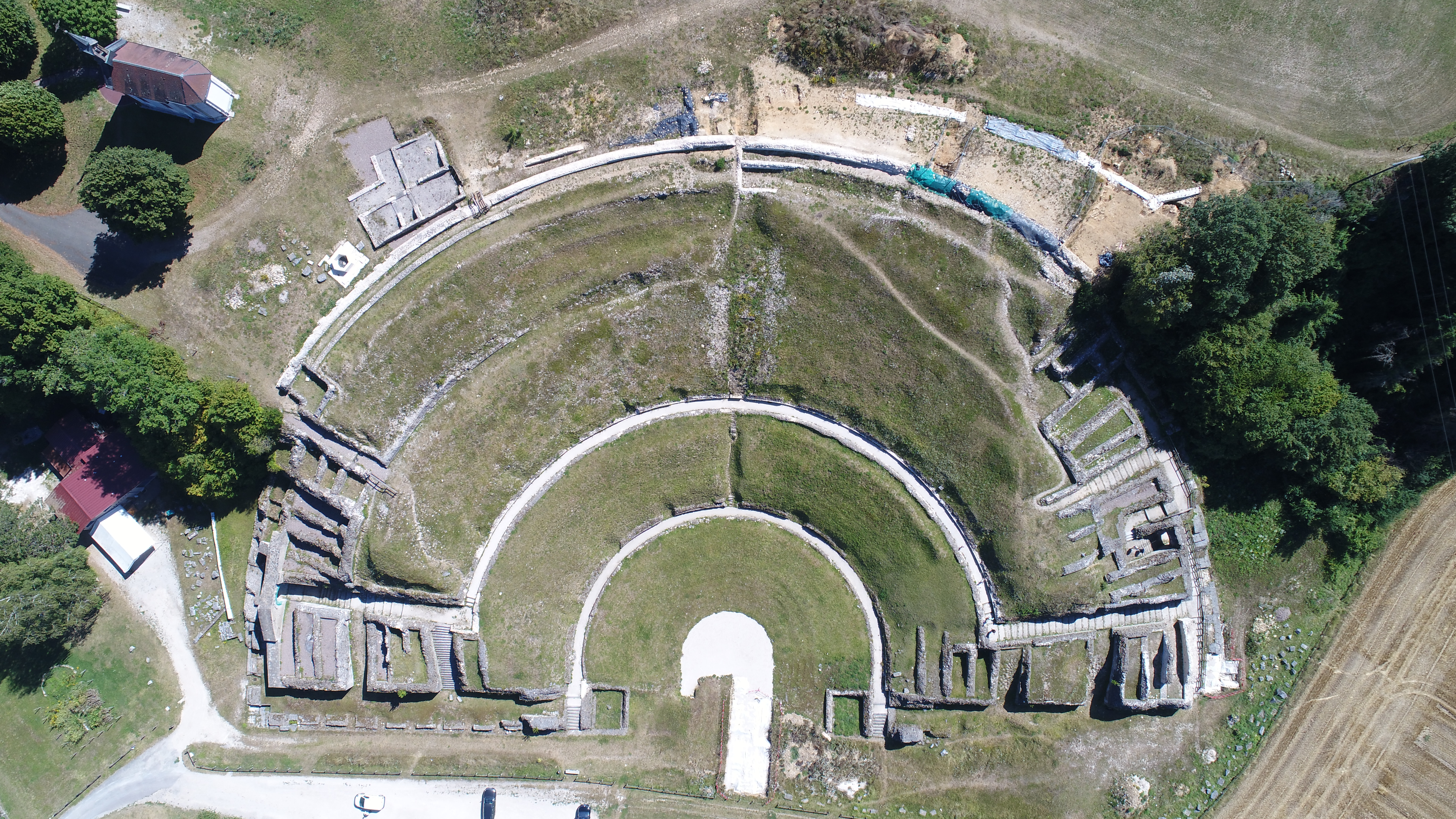
Het theater van Epomanduodurum

## Geografie
De oppervlakte van Mandeure bedraagt 15,31 km², de bevolkingsdichtheid is 317 inwoners per km² (per 1 januari 2019).
De onderstaande kaart toont de ligging van Mandeure met de belangrijkste infrastructuur en aangrenzende gemeenten.

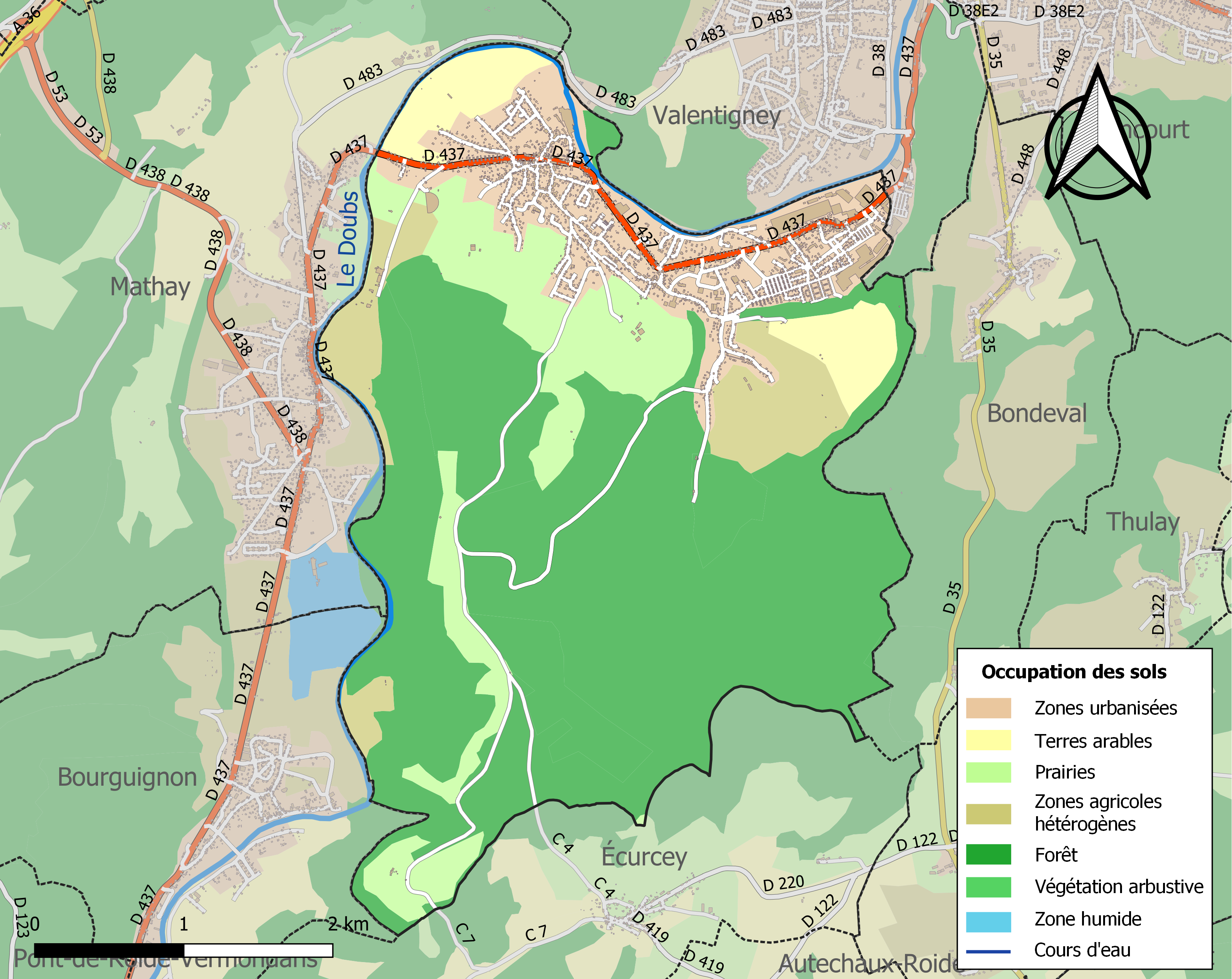

## Demografie
Onderstaande figuur toont het verloop van het inwonertal (bron: INSEE-tellingen).